# Centro de Treinamento Luis Campos
Cidade Vozão - Centro de Entrenamiento Luís Campos (antes conocido como Centro de Entrenamiento del Nordeste - CETEN) es actualmente el lugar donde se encuentran los equipos juveniles del equipo de fútbol Ceará Sporting Club. Su construcción se completó en 2009 y en 2014 fue adquirida por el club por R$ 8 millones.

## Compra del CETEN
La adquisición del entonces CETEN por parte de Ceará Sporting Club se inició oficialmente el 3 de junio de 2013, un día después del 99 aniversario del club, con la firma del protocolo de intención de compra. El acto de firma del protocolo tuvo lugar en la sede del club, con la presencia del presidente del club, Evandro Leitão, el director del Patrimonio Aristeu Gurgel, el representante del Consejo Deliberante José Ribamar, el titular del CT Ângelo Oliva, el representante de la Secretaría de Deportes del Estado Julio Brizzi, el Secretario Especial del Mundial de Fútbol 2014 Ferruccio Feitosa y el Diputado y Consejero Federal André Figueiredo.
Tras la firma del protocolo de intención, las negociaciones para efectuar la compra se ampliaron por unos meses más. El anuncio oficial de la adquisición tuvo lugar el 18 de enero de 2014, en el Estadio Castelão, por Evandro Leitão y Ângelo Oliva, minutos antes del debut del equipo en la Copa do Nordeste 2014.
Días después de la compra oficial, el club dio a conocer el nuevo nombre del lugar: Centro de Entrenamiento Luis Campos, un homenaje a un 'administrador, periodista, abogado, político, socio-propietario, asesor, además de ser seguidor del Ceará Sporting Club'. También se dio a conocer el sobrenombre del CT: Cidade Vozão, luego de un concurso realizado con aficionados alvinegros.
La ceremonia de inauguración tuvo lugar el 22 de febrero de 2014.